# 公尹輔
公尹輔（朝鮮語: 공윤보）は魯の王族の末裔であり、朝鮮氏族の金浦公氏の始祖である。先祖は、孔子の弟子であった公夏守である。
公尹輔は中国唐の一八学士の一人であったが、唐の玄宗時代に安禄山の乱を避けるために、755年に新羅に帰化して金浦に定着した。